# Scatopsciara nigrita
Scatopsciara nigrita là một ruồi trong họ Sciaridae, thuộc chi Scatopsciara.